# Han E
Han E (kinesiska: 韩娥), född 1345, död före 1409, var en kinesisk krigshjältinna. Hon stred mot mongolerna i den röda turbanernas rebellarmé och har kallats "Hua Mulan från Shu". 
Hon var dotter till akademikern Han Cheng i Sichuan. När upproret mot mongolerna bröt ut 1361 kläddes hon ut till man av sin familj som en skyddsåtgärd. Förklädnaden ledde till att hon värvades till armén. Hon stred där i tolv års tid utklädd till man under namnet Han Guanbao (韩关保) under befäl av Wang Quyan och Luo Jia. 
Avslöjandet av förklädnaden ska ha kommit då hennes general fick så stort förtroende för henne att han ville göra henne till sin svärson och gifte bort sin dotter med henne, vilket ledde till en konflikt när hon vägrade fullborda äktenskapet, och slutligen till avslöjandet, vilket gjorde att hon fick återvända till sin familj och giftes bort.  
Hennes gärningar uppfattades av hennes samtid som något beundransvärt, särskilt som det på hennes bröllopsnatt visade sig att hon fortfarande var oskuld, och hon hyllades redan under sin samtid som en kysk krigshjältinna. Hennes biografi skrevs för första gången 1409. 